# Amata infracingulata
Amata infracingulata är en fjärilsart som beskrevs av M.Gaede 1926. Amata infracingulata ingår i släktet Amata och familjen björnspinnare. Inga underarter finns listade i Catalogue of Life.